# El Kantra
El Kantra est un village situé dans la commune de Larbaâ Nath Irathen,  en Algérie.

## Personnalités liées au village
- Hanafi Fernane responsable politique et résistant algérien durant la Guerre de libération nationale[1].